# Гандрабурська волость
Гандрабурська волость — історична адміністративно-територіальна одиниця Ананьївського повіту Херсонської губернії.
Станом на 1886 рік складалася з 4 поселень, 4 сільських громад. Населення — 7796 осіб (3977 чоловічої статі та 3719 — жіночої), 1516 дворових господарств.
|                     | Площа, десятин | У тому числі орної, дес. |
| ------------------- | -------------- | ------------------------ |
| Сільських громад    | 20707          | 6842                     |
| Приватної власності | —              | —                        |
| Казенної власності  | —              | —                        |
| Іншої власності     | 120            | 100                      |
| Загалом             | 20827          | 6942                     |

Найбільше поселення волості:
- Гандрабурівка — колишнє державне село за 5 верст від повітового міста, 2733 осіб, 519 дворів, православна церква, школа.
- Липецьке — колишнє державне село, 3039 осіб, 589 дворів, православна церква, школа.
- Точилове — колишнє державне село, 1481 осіб, 309 дворів, православна церква.
- Селиванівка